# The Beast Below
"The Beast Below" (KBS 더빙판: 지하의 야수)는 영국의 SF 드라마 <닥터 후> 시즌 5의 두 번째 에피소드이다. 총괄 프로듀서이자 수석 작가인 스티븐 모펏이 각본을 맡았으며 영국에서는 2010년 4월 10일 BBC One과 BBC HD에서 방송되었다.
에피소드의 줄거리는 11대 닥터 (맷 스미스 분)와 새로운 동행자인 에이미 폰드 (캐런 길런 분)가 타디스를 타고 먼 미래로 건너가는 것으로 시작된다. 그곳에는 영국 국민을 수용할 목적으로 건조된 우주선인 '영국함' (starship UK)이 있었다. 영국이 통째로 우주선화 된 이유는 지구에 태양풍이 들이닥쳐 사람이 살 수 없게 되어 멀리 떠돌아다니게 되었기 때문이다. 그러나 닥터는 영국 함선을 통치하는 영국 정부가, 함선 밑바닥에 머무르며 우주를 이동하는 성간 고래를 비밀리에 고문시키고 있다는 사실을 알아낸다. 성간고래를 고문하지 않으면 배가 부서져 탑승객들이 전부 죽을 것이라는 믿음에서였다.
에이미가 처음으로 시공간 여행을 떠나는 에피소드로, 에이미가 닥터에게 얼마나 중요한 존재인지, 에이미에게 동반자가 필요한지를 보여주기 위해 기획된 에피소드다. 제작일정상 두번째 일정에 맞추어 2009년 가을에 촬영이 진행되었다. 영국의 BBC One과 BBC HD에서 처음 방영될 당시 842만 명의 시청자가 시청했으며, 한주간 방송된 프로그램 가운데 시청률 5위를 기록했다. 맷 스미스와 캐런 길런의 케미에 대해서는 호평이었으나, 일각에서는 비현실적인 설정이 많아서 만족스런 결론을 내리지 못했다거나, 에피소드의 메시지가 너무 강했다고 지적하기도 했다.

## 줄거리
11대 닥터와 에이미는 미래의 거대 우주함선 '영국함' (Starship UK)으로 향한다. 영국함이란 태양 플레어의 습격으로 지구를 떠난 영국의 온 국민들이 탑승해 살고 있는 함선이었다. 촉수생물의 구멍을 조사하던 에이미는 수도복 차림의 와인더 (Winder) 무리에게 끌려가 선내에 설치된 투표소에 들어간다. 그곳에서 에이미는 영국함의 진실에 대한 비디오를 시청한 뒤, 그 현실에 반대할지, 아니면 수긍하고 잊을 것인지 두 개의 버튼을 놓고 투표한다. 수긍하고 잊기로 하면 투표실에 들어온 직후부터의 기억을 지우게 된다. 에이미는 잊는 쪽을 선택하고, 기억이 사라지기 전에 닥터가 진실을 알지 못하게 하라는 메시지를 본인에게 남긴다. 그러나 닥터는 '반대'표를 누르면 무슨 일이 벌어질지 궁금해 하며 버튼을 누른다. 그러자 닥터와 에이미는 함선 아래 거대한 생물의 입속에 도착한다. 닥터는 그 생물의 구토를 유도해 빠져나온 뒤 함선으로 되돌아온다. 이후 닥터와 에이미는 영국함의 지배자인 엘리자베스 10세 (약칭 리즈 10세)를 만난다.

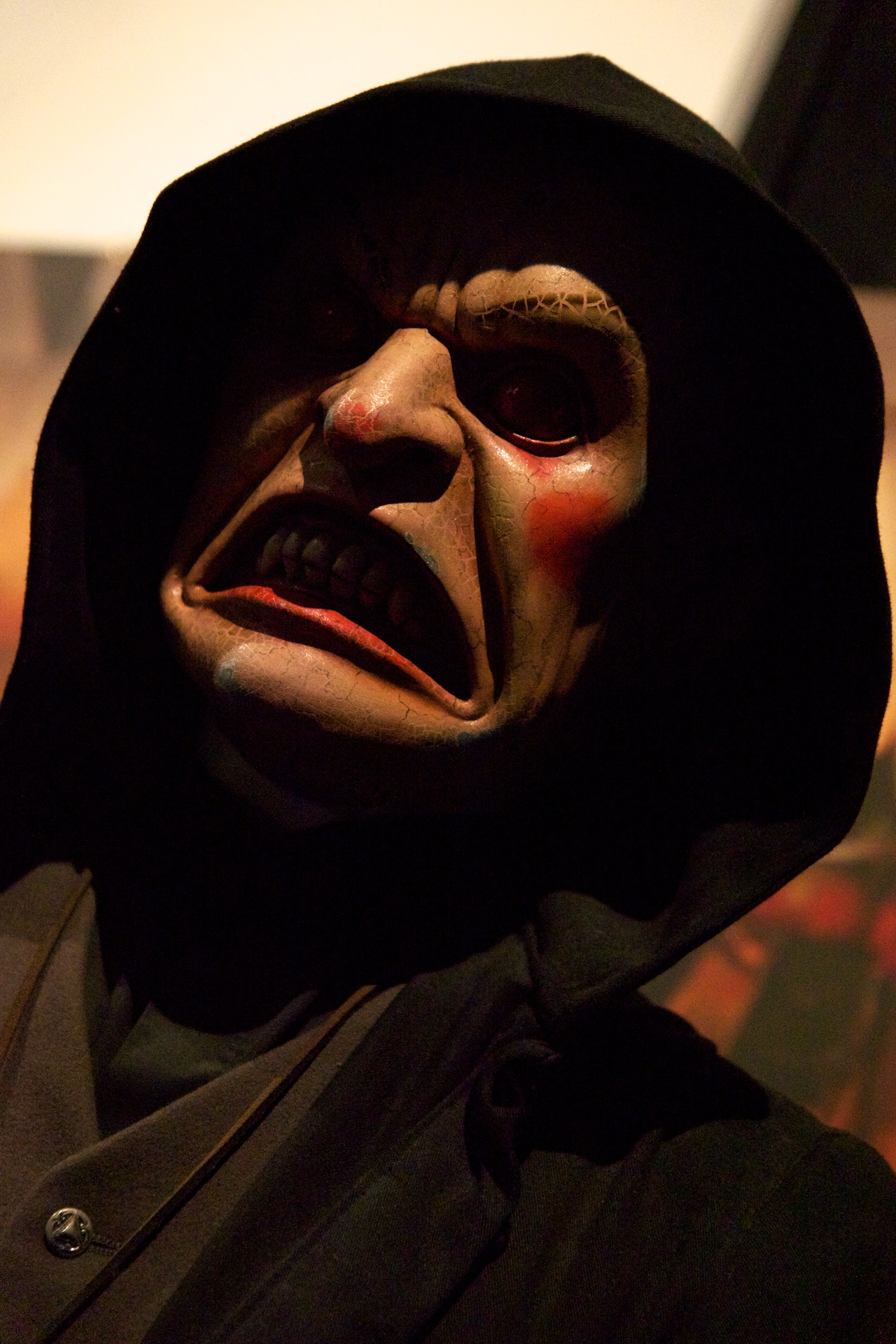
닥터 후 익스피리언스에 전시된 웃는 얼굴의 와인더.

와인더는 닥터 일행을 사로잡고 런던탑으로 끌고 간다. 닥터는 영국함이 사실은 거대한 별고래 (Star Whale) 위에 건설되어 있으며, 런던탑의 관제실을 통해 별고래의 두뇌에 고통스러운 전기자극을 보내 제어하고 있다는 사실을 발견한다. 이런 짓을 누가 지시했느냐는 리즈 10세의 질문에 돌아온 답은 다름아닌 어린 시절 리즈 10세 본인이 남긴 메시지. 그리고 앞으로 남겨진 선택지는 별고래의 존재를 잊고 왕위를 유지하거나, 별고래를 자유롭게 풀어주는 대신 영국함은 버려지고 본인도 퇴위하는 것, 둘 중에 하나였다.
닥터는 고래를 뇌사 상태로 만들어 계속 여행할 수 있도록 만들기로 결정한다. 닥터가 작업에 나서자 에이미는 와인더의 우두머리인 호손이, 고래는 아이들을 먹지 않는다고 말한 것을 떠올린다. 그리고 리즈 10세가 퇴위 버튼을 누르도록 강요한다. 그 결과 별고래는 놀랍게도 배를 버리지 않고 더 빠른 속도로 계속 여행하는 것이었다. 에이미는 별고래가 마치 닥터처럼 남은 아이들을 구하기 위해 기꺼이 지구로 왔고, 영국함이 되는 것에 거리낌이 없는 것이라는 결론을 내린다.
타디스로 돌아온 닥터와 에이미. 달렉의 그림자가 드리워진 전시내각 회의실의 윈스턴 처칠로부터 전화가 걸려온다.

### 다른 에피소드와의 연관성
서기 29세기에 태양 플레어가 발생해 지구가 버려졌다는 이야기는 올드 시즌에서 처음 소개된 설정으로, 4대 닥터 시절이던 1975년 <The Ark in Space>와 <The Sontaran Experiment>의 중심소재로 작용한다.
리즈 10세는 이전에도 영국 국왕이 닥터를 만났던 사례들을 언급한다. "Tooth and Claw" 편의 빅토리아 여왕, "The Shakespeare Code", "The End of Time", "The Day of the Doctor"편의 엘리자베스 1세 여왕, <Silver Nemesis> 편의 엘리자베스 2세 등이다. 리즈 10세 본인은 최종화인 "The Pandorica Opens"에서 52세기 로열 컬렉션에 침입한 괴한과 다시 대면하는 모습으로 다시 등장한다.
에이미가 둘러보던 노동자 텐트 뒷편에는 '맥파이 전자' (Magpie Electricals)라는 상점이 자리잡고 있는데 이는 2006년 시즌 2 "The Idiot's Lantern"에서 처음으로 등장한 가게다. 한편 시즌 5의 중심소재인 우주의 틈도 에피소드가 끝나갈 무렵 영국함에 나타나는 연출이 있다.

## 제작

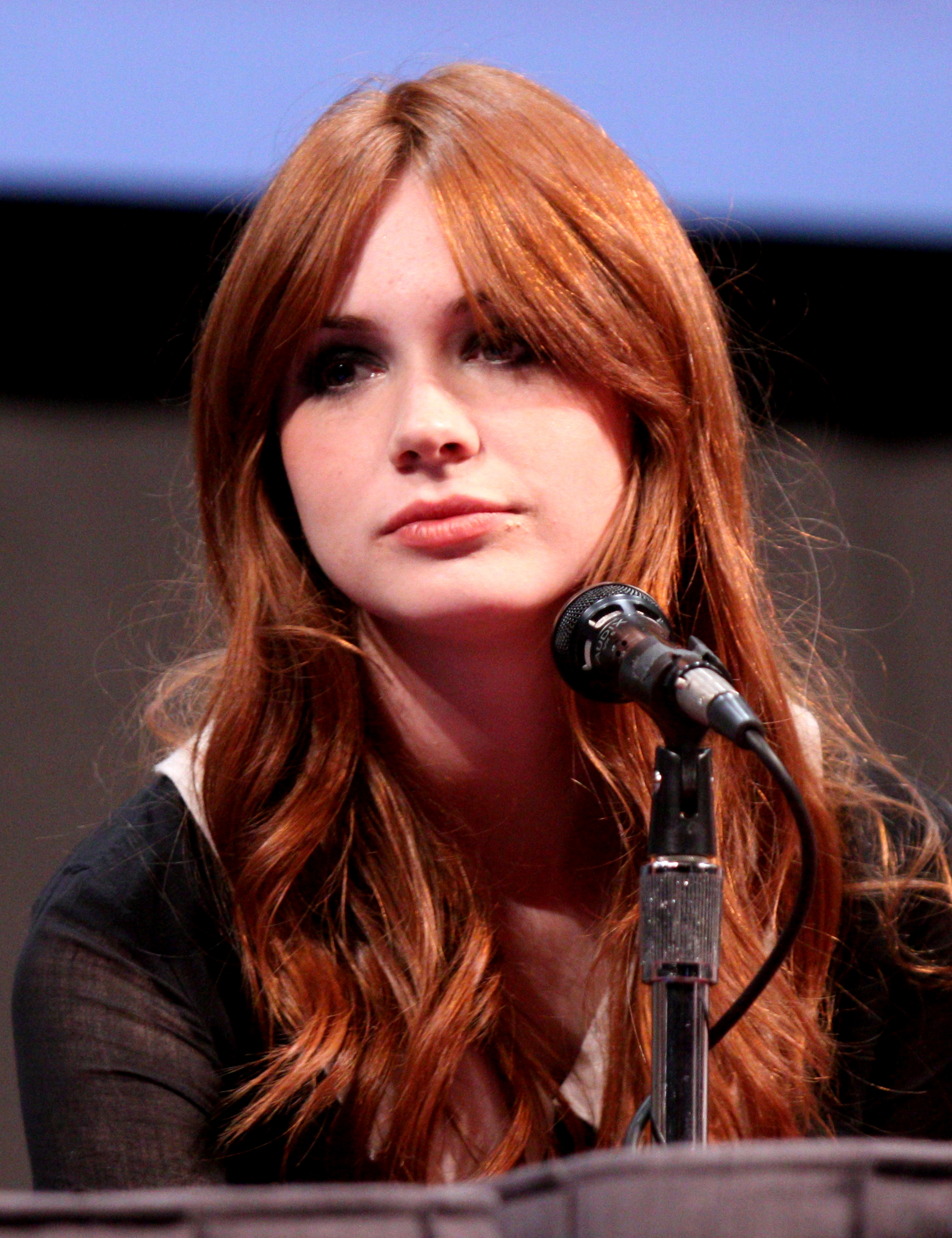
에이미 폰드 역의 캐런 길런. 이번 편은 캐런 길런의 중요성을 보여주기 위해 기획된 에피소드였다.

총괄 프로듀서이자 수석 작가인 스티븐 모펏이 각본을 맡았으며, 에이미가 닥터의 동행자로 처음 활약하는 에피소드로 기획하였다. 원래 세계를 벗어나 먼 우주로 처음 나아가는 경험을 보여주고 있다. 또한 에피소드의 절정 부분에서 닥터가 할 수 있는 최선의 방법은 별고래를 최대한 고통 없이 죽이는 것이었지만, 에이미가 별고래를 죽이지 않고서도 해결할 수 있는 좀 더 인간적인 대안을 제시함으로서, 닥터의 기억 속에 엄청난 실수로 남도록 의도되었다. 이는 동시에 닥터에게 동행자가 필요한 이유를 강화하고, 닥터에게 있어 에이미가 얼마나 소중한지도 보여주도록 했다.
"The Beast Below"는 시즌 5의 제작일정 가운데 두번째 묶음에 속했다. 대본 리딩은 2009년 8월 20일에 이루어졌다. '버킹엄궁'에서 리즈 10세를 만나는 장면은 2009년 9월 22일 밤 웨일스 포트탤벗의 마감 컨트리 파크에서 촬영됐다. 공원 내에 있던 오랑제리의 내부를 궁전으로 가장해 활용한 것이다. 절정부에 해당되는 런던탑 장면은 니스 수도원에서 촬영되었다. 영국함의 거리 풍경은 맘힐라드의 버려진 공장에서 촬영되었으며, 모펏이 각본에 서술해둔 구체적인 배경설정에 따라 미술부가 작업해둔 상태에서 촬영하였다. 작중 에이미가 거리 풍경을 보고 감탄하는 장면은, 배우 캐런 길런이 실제로 거리 세트장을 처음 보고 느낀 감정도 조금은 섞여들어갔다고 한다.
고래의 혀 부분에 해당되는 세트장은 미술부와 배우 모두에게 하나의 도전으로 다가왔다. 닥터 역의 맷 스미스와 에이미 역의 캐런 길런은 이 장면을 위해 스턴트 코디네이터의 안내에 맞춰 짤막한 미끄럼틀 타고 내려가다가 6피트 (약 1.8m) 아래로 떨어지는 연기를 소화해야 했다. 캐런 길런은 이때의 촬영이 에이미 역으로 출연하면서 접했던 "가장 기괴한" 순간이었다는 소감을 남겼다. 에피소드 맨 처음에 에이미가 우주에 떠 있는 동안 닥터가 에이미의 발목을 잡고 있는 장면은, 캐런 길런이 그린스크린 앞에서 타디스 소품 위의 와이어로 끌어올려지고, 화면 밖에 선풍기를 틀어 우주에 있는 듯한 연출을 만들어낸 것이다.
리즈 10세 역의 소피 오코네도와 호손 역의 테런스 하디맨은 이전에도 닥터 후 관련 작품에 출연했거나, 출연을 이어나간 배우이기도 하다. 오코네도는 2003년 플래시 애니메이션으로 제작된 <Scream of the Shalka>에서 작중 9대 닥터 (샬카 닥터)의 동행자인 앨리슨 체니의 성우를 맡았다. 하디맨은 빅 피니시 오디오극 <The Book of Kells>에서 시트릭 왕 (King Sitric)역으로 출연했다.

## 방송과 반응
"The Beast Below"는 영국에서 2010년 4월 10일 BBC One를 통해 처음 방송되었다. 밤사이 비공식 집계에 따르면 총 640만 명의 시청자를 끌어모았으며, BBC HD의 동시방송 시청자는 330,000명이었다. 당일 방영된 프로그램 가운데서는 최고 기록이었다. 시간차 시청률까지 합하면 BBC One의 시청률은 793만 명, BBC HD의 시청률은 49만 4,000명으로 늘어, 최종 집계된 시청률은 842만 명으로 기록되었다. 한주간 BBC One에서 방영된 프로그램 가운데 시청률 5위를 기록하였으며, 모든 채널 중에서는 11위로 기록됐다. 시청지수는 86점으로 우수 등급을 받았다.
"The Beast Below"는 2010년 6월 7일 "The Eleventh Hour", "Victory of the Daleks", 기타 특전과 함께 DVD와 블루레이로 (Region 2 한정) 출시되었으며, 2010년 11월 8일에는 시즌 5 전체 에피소드가 수록된 DVD를 통해 다시 출시되었다.

### 평가
평론가들로부터 대체로 긍정적인 평가를 받았다. 타임스의 앤드류 빌런은 맷 스미스의 '변덕스러운' 닥터, 소피 오코네도의 연기, 에피소드의 설정에 호평을 보내며 별점 5점을 매겼다. 그러나 닥터가 자기 종족이 멸종되던 그날을 "나빴던 날"이라 일축하는 장면에 대해서는, 모팻이 "다른 팬들만큼 타임로드에 관심이 없을 수도 있다"며 우려의 시선을 보냈다. 메트로지의 키스 왓슨은 닥터와 에이미간의 관계가 발전해 나가는 점을 호평했다. 가디언지의 샘 월러스턴은 미래 영국과 오늘날 영국의 유사점을 언급하고, "에이미 폰드와 사랑에 빠졌다"는 솔직한 심정을 드러냈다.
SFX지의 러셀 르윈은 "The Beast Below"에 5점 만점에 4점을 매기면서 "대단히 만족스럽다"고 평했다. 특히 칭찬했던 부분은 두 주연의 연기, 에이미가 동행자로서 나선 것, 문장 구성과 대사였다. 가디언지의 댄 마틴도 닥터와 에이미 간의 관계를 어떻게 증진시킬지에 관해, 단순히 영국함으로 놀러가서 친해졌다로 끝날 것이 아니라 두 사람을 실험에 빠뜨리게 만든 스토리에 대해 호평했다. 다만 생체해부에 반대한다는 메시지는 길을 잃은 것 같다고 지적했다. 한편으로 이번 11대 닥터가 10대 닥터와는 대조적으로 비인간적인 본능을 지닌 것으로 묘사된 점에 대해서는 높이 평가하며, 5점 만점에 4점을 매겼다. 라디오 타임스의 평론가 패트릭 멀컨은 이번 에피소드가 "별고래를 살려주세요 라는 피켓시위를 하게 만들지도, 근처에 놔둔 작살에 손을 뻗게 만들지도 않았다"며 결말이 애매했다는 평을 내렸으나, 맷 스미스, 캐런 길런, 소피 오코네도의 연기와 웃는 얼굴상의 '스마일러' 로봇에 대해서는 높이 평가했다.
IGN의 맷 웨일스는 좀 더 엇갈린 평을 내놓았다. 이번 에피소드의 점수를 10점 만점에 7점을 매기며 "좋음" (Good)으로 평가한 웨일스는, "다른 드라마였으면 대부분 한 시즌 내내 끌어모아도 부족할 뛰어난 아이디어"를 보여줬다며 풍부한 상상력을 높이 평가했으나, "전체적으로 만족할 만한 모양새를 위해 아이디어간의 불협화음을 전혀 허락치 않았다"면서, 결론적으로 이는 "미친 아이디어와 액션의 잡동사니를 두고 효과적으로 반향을 일으키는 데에는 실패했다"고 평했다. 아이디어가 너무 넘친 바람에 각 등장인물의 특징이 부족하다고 지적하면서, 리즈 10세와 스마일러가 특히 그랬다고 밝혔다. 그러나 맷 스미스와 캐런 길런의 케미, 모팻의 '톡톡 튀는 대화' (crackling dialogue)에 대해서는 칭찬했다.
2013년 2월, 스티븐 모펏은 자신이 지금까지 쓴 에피소드 가운데 가장 좋아하지 않는 것으로 "The Beast Below"를 언급하면서 "조금 엉망진창이었다"고 밝혔다.